# にしむら
にしむらは、山形県山形市に本社を置く業務用食品販売の企業である。

## 概要
山形市の立谷川工業地帯に位置。約400社の仕入先と7000種類の商品を構え、各メーカーの食材を山形県内を中心とした外食店、ホテル、学校、病院などに販売している。自社ブランド「ChuBo」商品の企画・開発なども行っている。

## 沿革
- 1963年（昭和38年）4月 - 学校給食物資をまるよね食品工業（株）にて販売開始する。
- 1977年（昭和52年）4月 - 商事部門を（株）にしむらとして独立し、設立。
  - 8月 - 山形流通センターに山形営業所を新築移転。当時の本社であった。
- 1998年（平成10年）4月 - 現在の立谷川工業団地内に本社である山形営業所を新築移転。
- 2010年（平成22年） - NCF(日本業務用食材流通グループ）に加盟する。

## 事業所
- 山形支店（本社、山形県山形市）
- 米沢支店（山形県米沢市）
- 庄内支店（山形県東田川郡三川町）
- 物流部 仙台支店（宮城県岩沼市）

かつては山形県新庄市に新庄支店も存在したが、2013年に山形支店に統合されている。